# Arc (linguagem de programação)
Arc é uma linguagem de programação da família Lisp.